# Studio Fan - Live Fan
Albums de Pascal Obispo
Millésime Live 00/01
(2001) Les Fleurs du bien
(2006)
Singles
1. Fan
Sortie : 30 mai 2003
2. Zinédine
Sortie : 17 novembre 2003
3. La prétention de rien
Sortie : 2004
4. C'est la musique (d'un piano à l'autre)
Sortie : 2004
5. Mourir demain (en duo avec Natasha St-Pier)
Sortie : 20 juin 2004

Studio Fan - Live Fan est un album de Pascal Obispo sorti le 16 juin 2004 chez Epic / Sony Music.
Il est composé d'un CD enregistré en studio et d'un CD enregistré en public et est donc à la fois le cinquième album studio et le troisième album live d'Obispo.
Studio Fan est également disponible seul.

## Liste des chansons
| CD 1 - Studio Fan | CD 1 - Studio Fan                           | CD 1 - Studio Fan                                                                         | CD 1 - Studio Fan | CD 1 - Studio Fan | CD 1 - Studio Fan | CD 1 - Studio Fan | CD 1 - Studio Fan | CD 1 - Studio Fan | CD 1 - Studio Fan |
| No                | Titre                                       | Auteur                                                                                    | Durée             |                   |                   |                   |                   |                   |                   |
| ----------------- | ------------------------------------------- | ----------------------------------------------------------------------------------------- | ----------------- | ----------------- | ----------------- | ----------------- | ----------------- | ----------------- | ----------------- |
| 1.                | Fan                                         | Lionel Florence / Pascal Obispo                                                           | 4:26              |                   |                   |                   |                   |                   |                   |
| 2.                | La Prétention de rien                       | Lionel Florence / Pascal Obispo                                                           | 3:56              |                   |                   |                   |                   |                   |                   |
| 3.                | Merci l'artiste                             | Lionel Florence / Pascal Obispo                                                           | 3:38              |                   |                   |                   |                   |                   |                   |
| 4.                | Quelqu'un nous appelle                      | Lionel Florence / Pascal Obispo                                                           | 5:30              |                   |                   |                   |                   |                   |                   |
| 5.                | Mourir demain (en duo avec Natasha St-Pier) | Lionel Florence / Asdorve                                                                 | 4:08              |                   |                   |                   |                   |                   |                   |
| 6.                | Je suis de l'Atlantique                     | Elodie Hesme - Pierre-Yves Lebert / Pascal Obispo                                         | 4:32              |                   |                   |                   |                   |                   |                   |
| 7.                | La Bombe humaine                            | Téléphone                                                                                 | 3:36              |                   |                   |                   |                   |                   |                   |
| 8.                | Besoin de rêver                             | Lionel Florence / Pascal Obispo                                                           | 5:27              |                   |                   |                   |                   |                   |                   |
| 9.                | D'un piano à l'autre (C'est la musique)     | Lionel Florence / Pascal Obispo                                                           | 5:25              |                   |                   |                   |                   |                   |                   |
| 10.               | Zinedine                                    | Lionel Florence / Pascal Obispo                                                           | 4:14              |                   |                   |                   |                   |                   |                   |
| 11.               | Une folie de plus                           | Lionel Florence / Christophe Deschamps, Laurent Vernerey, Pierre Jaconelli, Pascal Obispo | 5:05              |                   |                   |                   |                   |                   |                   |
| 12.               | It's a pleasure to work with you guys       | Matthew Vaughan - Pascal Obispo                                                           | 1:17              |                   |                   |                   |                   |                   |                   |
| 51:14             |                                             |                                                                                           |                   |                   |                   |                   |                   |                   |                   |

| 1.  | Les fans et les chansons d'abord                     | Lionel Florence / Pascal Obispo                 |  |
| 2.  | Lettre à France                                      | Jean-Loup Dabadie / Michel Polnareff            |  |
| 3.  | Je suis un homme                                     | Michel Polnareff                                |  |
| 4.  | Goodbye Marylou                                      | Jean-René Mariani / Michel Polnareff            |  |
| 5.  | Tout pour ma chérie                                  | Michel Polnareff                                |  |
| 6.  | Le bal des Laze                                      | Pierre Delanoë / Michel Polnareff               |  |
| 7.  | Zinedine                                             | Lionel Florence / Pascal Obispo                 |  |
| 8.  | Personne                                             | Pascal Obispo                                   |  |
| 9.  | Millésime                                            | Julie d'Aimé / Calogero Maurici - Pascal Obispo |  |
| 10. | Pas besoin de regrets                                | Pascal Obispo                                   |  |
| 11. | Assassine                                            | Pascal Obispo                                   |  |
| 12. | Sa raison d'être                                     | Lionel Florence / Pascal Obispo                 |  |
| 13. | Nos mots d'amour (Version studio)                    | Jean-Loup Dabadie / Michel Polnareff            |  |
| 14. | L'amour avec toi (Version studio)                    | Michel Polnareff                                |  |
| 15. | Frozen (en duo avec Natasha St-Pier, version studio) | Patrick Léonard - Madonna                       |  |

Réalisé par Volodia, Pierre Jaconelli et Pascal Obispo.